# Cornățel (Argeș)
Cornățel es una localidad rumana de la comuna de Buzoești, en el condado de Argeș.

## Geografía
La localidad, situada junto al curso del río Teleorman, está ubicada en la región de Muntenia.

## Historia
Hacia finales del siglo XIX, la localidad, que ya por entonces pertenecía al condado de Argeș, formaba parte de la comuna homónima y tenía contabilizada una población de 330 habitantes.
En la segunda mitad del siglo XX la localidad había pasado a formar parte de la comuna de Buzoești. En el censo de 2021 la localidad tenía una población de 831 habitantes.